# Ciclo de Born-Haber
O Ciclo de Born-Haber é uma proposta para analisar a energia envolvida numa reação, desenvolvida em 1917 pelos cientistas alemães Max Born e Fritz Haber.
O ciclo de Born-Haber envolve a formação de um composto iônico a partir da reação de um metal (frequentemente um elemento do grupo 1 ou grupo 2) com um ametal. O ciclo de Born-Haber é usado principalmente como um método para calcular a entalpia reticular, a qual não pode ser mensurada diretamente.
A entalpia reticular é a formação de um composto iônico a partir de íons gasosos. Alguns químicos a definem como a energia necessária para quebrar o composto iônico, transformando-o em íons gasosos. A definição anterior é invariavelmente exotérmica, e a posterior endotérmica.
Um ciclo de Born-Haber calcula a entalpia reticular comparando a entalpia de formação do composto iônico (a partir dos elementos) com a entalpia necessária para transformá-los nos íons gasosos dos elementos. Esta é uma aplicação da lei de Hess.
É esse último cálculo que é complexo. Para fazer íons gasosos de elementos é necessário atomizar os elementos (transformar cada um em átomos gasosos) e então ionizar os átomos. Se o elemento é normalmente uma molécula, então temos que considerar sua entalpia de dissociação. A energia envolvida para remover elétrons, formando cátions, é chamada energia de ionização. A entalpia da adição de elétrons, transformando o átomo em ânion, é chamada de eletroafinidade.
Explicação do diagrama

Ciclo de Born-Haber para a formação de floreto de lítio

1. Entalpia de atomização do metal (nesse caso o lítio)
2. Entalpia de ionização do metal
3. Entalpia de atomização do ametal (nesse caso o floreto)
4. Eletroafinidade do ametal
5. Entalpia reticular

A soma das energias de cada passo do processo deve ser igual à entalpia de formação do metal e do ametal, {\displaystyle \Delta {\text{H}}_{\text{f}}}.
{\displaystyle \Delta {\text{H}}_{\text{f}}={\text{V}}+{\frac {1}{2}}{\text{B}}+{\text{IE}}_{\text{M}}-{\text{EA}}_{\text{X}}-{\text{U}}_{\text{L}}}
{\displaystyle V} é a entalpia de vaporização para metais
{\displaystyle B} é a energia de ligação
{\displaystyle {\text{IE}}_{\text{M}}} é a energia de ionização para metais {\displaystyle {\text{M}}+{\text{IE}}_{\text{M}}\to {\text{M}}^{+}+{\text{e}}^{-}}
{\displaystyle {\text{EA}}_{\text{X}}} é a afinidade eletrônica do ametal X
{\displaystyle {\text{U}}_{\text{L}}} é a energia reticular
A entalpia líquida de formação e as primeiras quatro entre as cinco energias podem ser determinadas experimentalmente, mas a energia reticular não pode ser diretamente medida. Em vez disso, a energia reticular é calculada subtraindo-se as outras quatro energias do ciclo de Born-Haber da entalpia líquida de formação.